# OVAL
Open Vulnerability and Assessment Language (OVAL) (открытый язык описания и оценки уязвимостей) — международный стандарт по информационной безопасности. Он включает в себя как сам язык, так и репозитории контента. OVAL стандартизует три основных компонента процесса оценки: представление конфигурационной информации для системы, анализ системы на предмет наличия состояний (уязвимости, обновления, конфигурации и т. п.) и представление отчётов по оценке системы.
Сообщество OVAL разработало 3 схемы на расширяемом языке разметки (XML), которые служат фреймворком для языка. Данные схемы соответствуют трём компонентам оценки: OVAL System Characteristics (схема для представления системной информации), OVAL Definition (схема, отображающая текущее состояние системы) и OVAL Results (схема для отображения результатов оценки).
OVAL является частью стандарта SCAP (Security Content Automation Protocol).

## Интерпретатор OVAL
Интерпретатор OVAL — это бесплатное ПО, выступающее в качестве примера реализации сбора данных с системы для последующего вычисления определений OVAL. Данный интерпретатор создан в академических целях и предназначен в том числе для тестирования контента OVAL.

## Репозиторий OVAL
Официальный репозиторий. Репозиторий OVAL — это центральное место, в котором сообщество обсуждает, анализирует и распространяет определения OVAL. Члены сообщества вносят свой вклад в развитие, публикуя определения на форуме репозитория OVAL, где команда модераторов и других членов сообщества проверяют и обсуждают их.
Данный репозиторий содержит контент, разработанный сообществом, в том числе по уязвимостям, соответствиям, инвентарям и обновлениям в виде определений OVAL. Определения OVAL из репозитория свободны для использования в соответствующих продуктах и сервисах. Помимо официального репозитория MITRE, существуют репозитории и от других вендоров, в том числе Cisco, Debian, Red Hat, SecPod, Novell, АЛТЭКС-СОФТ.

## Программа награждения лучших участников репозитория OVAL
OVAL Repository Top Contributor Awards Program

## Совет OVAL
Совет OVAL — это консультативный орган, который проводит важную работу над OVAL, определяя его дальнейшее развитие.
К каждому члену совета OVAL предъявляются следующие требования:
- участие в ежеквартальных встречах совета;
- определение стратегического направления развития;
- участие в жизни сообщества (разработчиков и создателей контента);
- обеспечение экспертных заключений в интересах сообщества;
- продвижение OVAL в рамках сообщества.

Вдобавок к указанным выше требованиям предполагается, что член совета будет искать возможность для внедрения OVAL в рамках своей организации и её продуктов. Каждая организация в рамках совета может быть представлена максимум двумя представителями. Кандидаты в совет должны быть активными участниками сообщества.

## Программа адаптации OVAL
Программа адаптации OVAL учреждена с целью обучения вендоров лучшим практикам использования и внедрения OVAL, предоставления вендорам возможность самим принимать решение о том, каким образом их продукты будут использовать OVAL, а также для оказания помощи MITRE в более глубоком понимании того, как использовать OVAL с целью дальнейшей эволюции данного стандарта. Среди российских участников данной программы можно отметить компании АЛТЭКС-СОФТ и Positive Technologies.